# Népies stílusú építészet Magyarországon

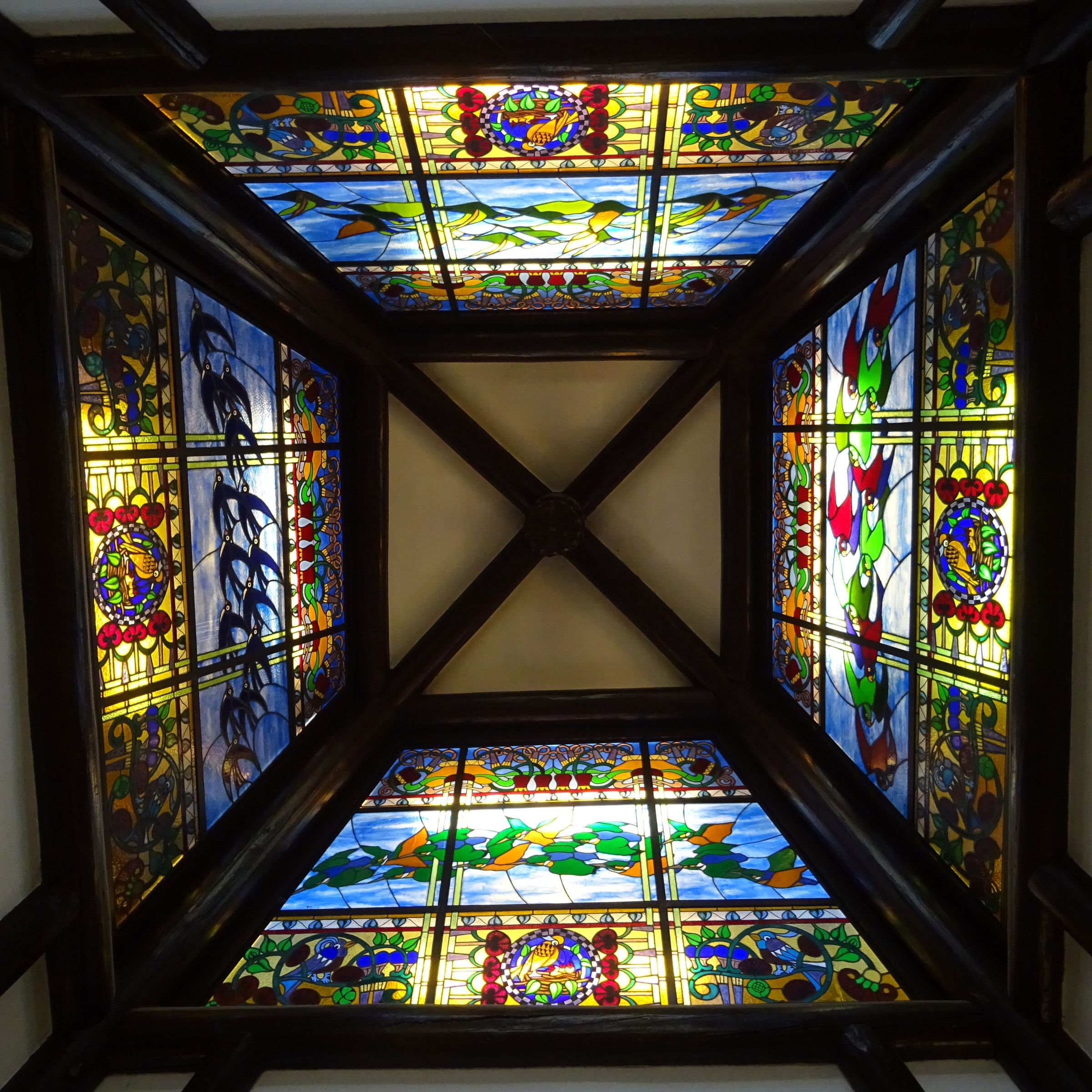
A fővárosi Állatkert madárháznak belső toronydíszei

A népies stílus, népi romantika, nemzeti romantika vagy népi stílus 20. század eleji magyar építészeti stílus, egyesek szerint nem is önálló, hanem a szecesszió egyik irányzata, ezért népies szecesszió, magyaros(-erdélyi) szecesszió néven is szokták emlegetni. Másik gyökere az Arts and Crafts mozgalom („Művészetek és Kézművesség”) volt.

## Jellemzői
A népies stílus a szecesszióból fejlődött a magyar népi építészet hatására. A mozgalom az 1900-as évek elején jelent meg, fő alakja Kós Károly volt. Kós:
„1902–1907 között a Budapesti Műegyetem mérnöki, majd az építészmérnöki fakultásán tanult. Egyetemi évei alatt az ún. „Fiatalok” nevű, építészhallgatókból álló diákcsoport meghatározó tagja volt, mely társaság tagjait az azonos mintához – Ch. R. Mackintosh, F. L. Wright és a finn építésztriász Lindgren–Gesellius–Saarinnen úttörő munkásságához – való kötődés és a közösen vállalt cél – a nemzeti múlt hagyományainak és népi építészet motívumkincsének felhasználása a modern magyar építészet formanyelvének megalkotásában kapcsolta össze.”
Ugyan magyar népi motívumok már a szecessziós épületeknél megjelentek (pl. Iparművészeti Múzeum, Szabadkai zsinagóga), a népies stílus újításként nem elsősorban erre, hanem az egyes épület-szerkezetek láttatására, a falfelületek és nyílászárók arányaira helyezte a hangsúlyt, ezért ezeknek az épületeknek a külseje gyakran egyszerű, puritán a szecessziós épületekhez képest. A díszítések – ha megmaradtak – inkább az épületek belsejében nyertek nagyobb fontosságot. A stílus jellemzője a magastető és a torony, a zsindelyezés, a külső tartógerendák, a részleges terméskőburkolat, a fehérre meszelt külső falak, és a stilizált népi motívumok használata.
A stílus elterjedése és első virágkora az első világháború előtti évekre esik. A két világháború közötti időben sem tűnt el, több építész előszeretettel használta. A stílus egyik utolsó használatára példa az Ősrákosi református templom, amely 1939 és 1944 között épült fel.

### Kevert stílusú épületek
A Szabadság téri református templom (A hazatérés temploma, 1939–1940) keverék stílus tekintetben. Kívülről Bauhaus homlokzatot kapott, belül népiesre alakították ki.

### Későbbi népies épületek
Az 1939-ben elkezdett népies stílusú Pesterzsébeti református templom érdekessége, hogy a második világháború idején az építkezés félbemaradt. 1994-ben vetették fel a befejezését, amely 2017 és 2019 között lett kivitelezve az eredeti tervek alapján.
Az előzővel szemben jóval később, már az 1990-es években tervezte meg kifejezetten népies stílusban Cseh József a Rákoskeresztúri református templomot. A templom 1995 és 2000 között épült fel.

## Képviselői
- Kós Károly (1883–1977)
- Zrumeczky Dezső (1883–1917)
- Lajta Béla (1873–1920)
- Toroczkai Wigand Ede (1869–1945)
- Eberling Béla (1881–1954)
- Schodits Lajos (1872–1941)
- Györgyi Dénes (1886–1961)
- Marschalkó Béla (1884–1962)
- Almási Balogh Loránd (1869–1945)
- Reichl Kálmán (1879–1926)
- Kotál Henrik (1874–1955)
- Kismarty-Lechner Loránd (1883–1963)
- Árkay Aladár (1869–1932)
- Medgyaszay István (1877–1959)
- Mende Valér (1886–1918)
- Jánszky Béla (1884–1945)
- Szivessy Tibor (1884–1963)
- Kozma Lajos (1884–1948)
- Sándy Gyula (1868–1953)
- Sváb Gyula (1879–1938)
- Ray Rezső Vilmos (1876–1938)
- Tátray Lajos (1885–1909)
- Friedrich Loránd (1891–1946)
- Csaba Rezső (1903–1955)
- Szeghalmy Bálint (1889–1963)
- Borsos József (1875–1952)
- Bábolnay József (1886–1983)
- Tornallyay Zoltán (1882–1946)

## Képtár

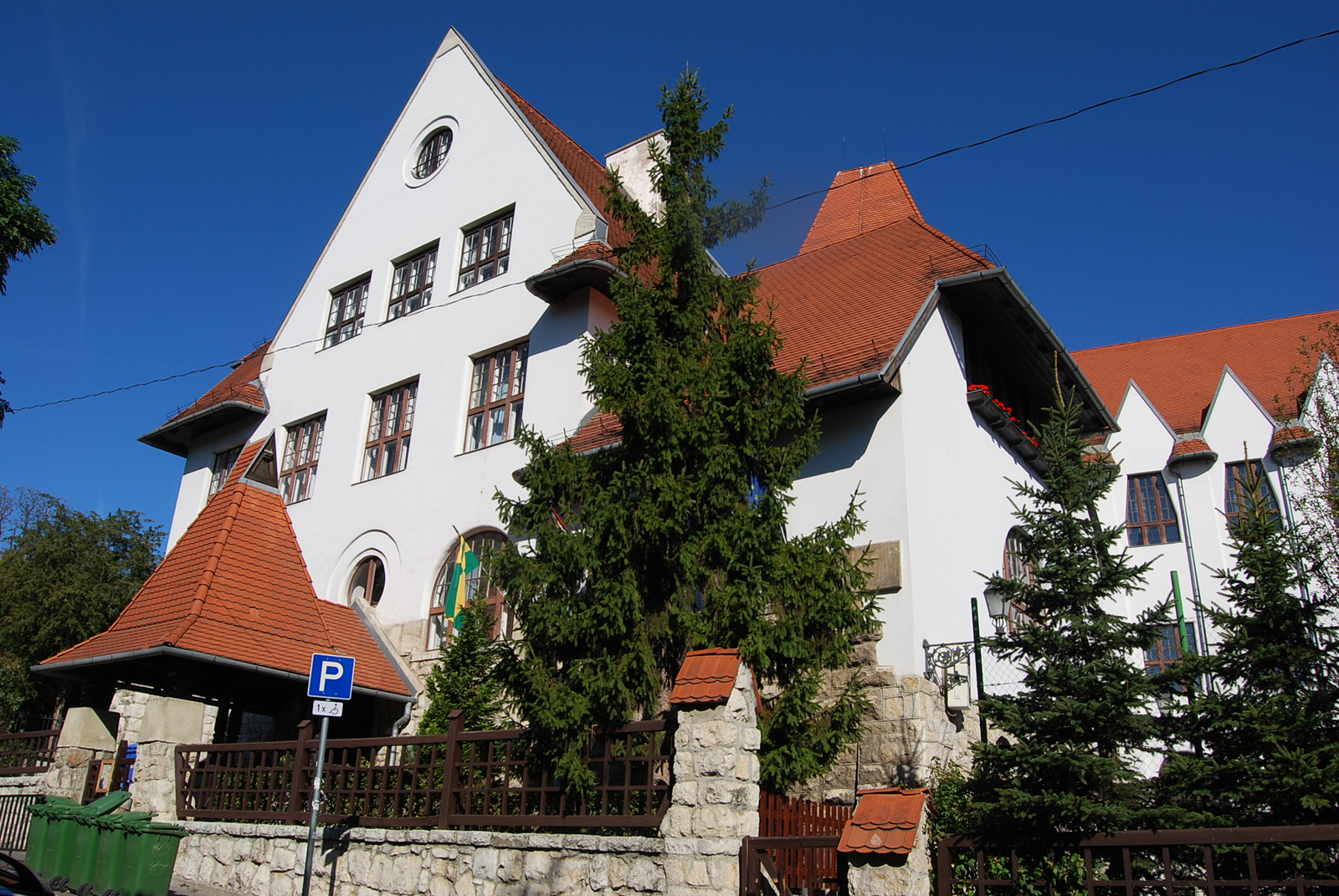
A budapesti Áldás Utcai Általános Iskola
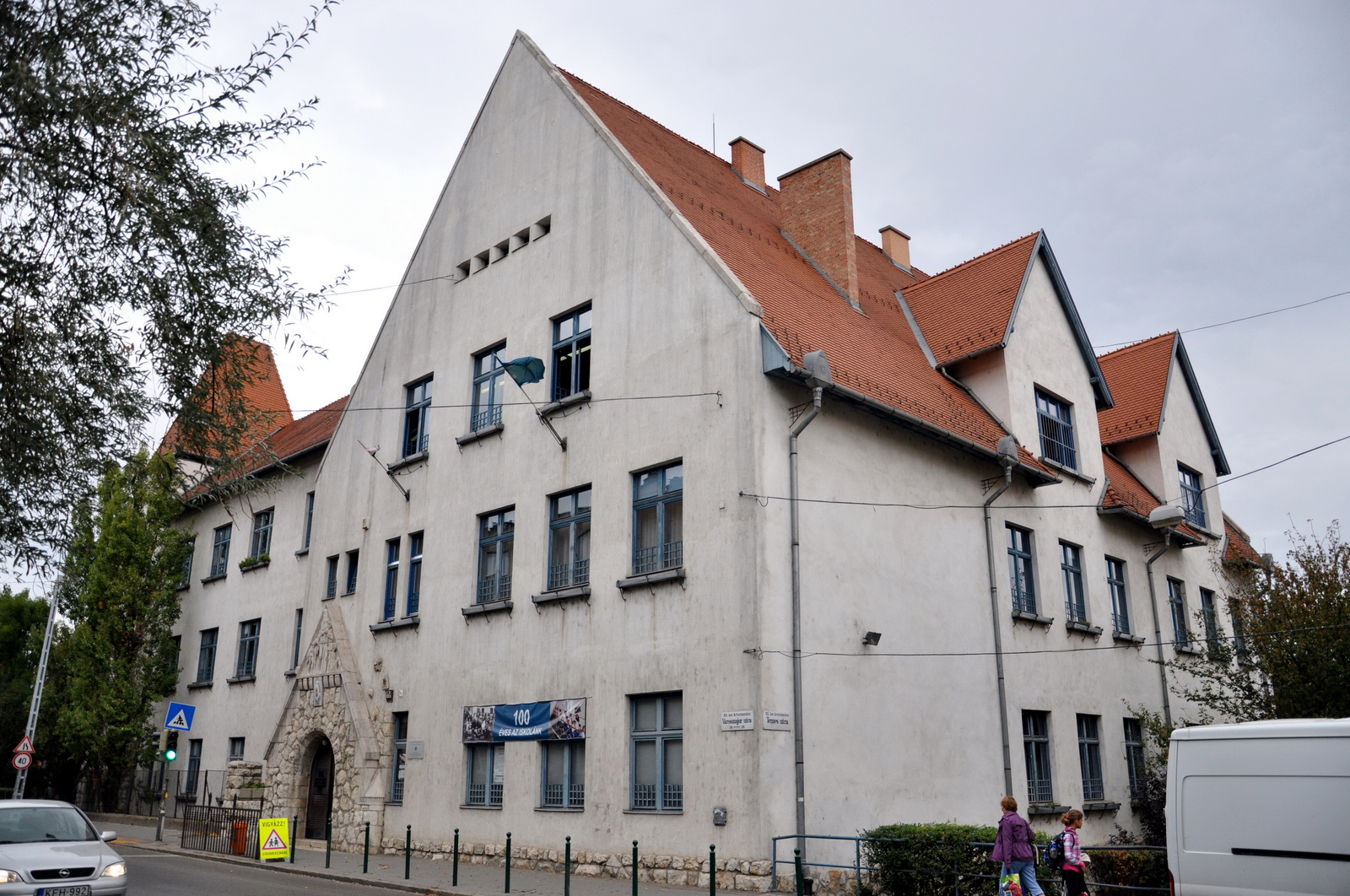
A budapesti Kós Károly Ének-zene Emeltszintű Általános Iskola
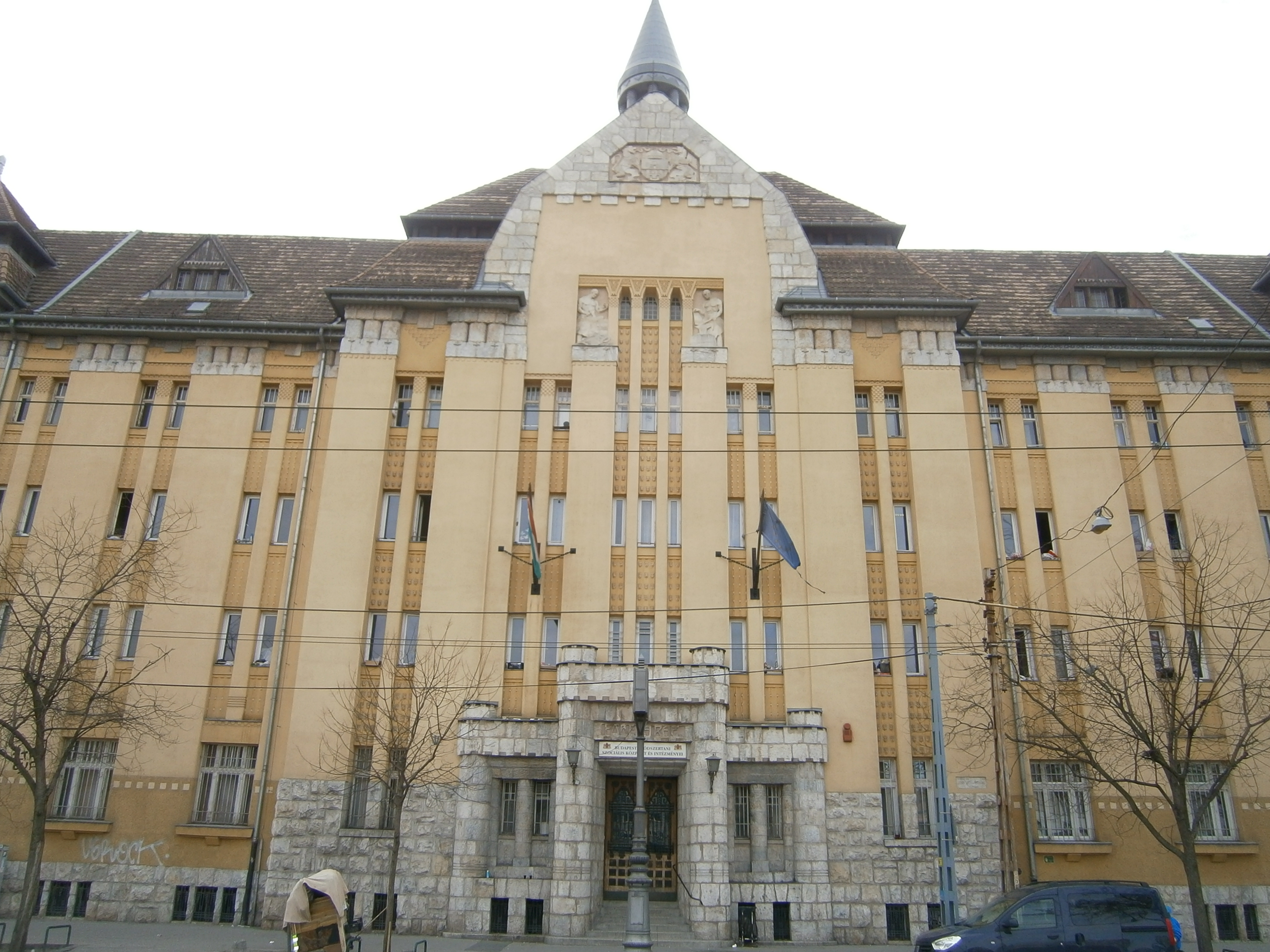
A budapesti Népszálló
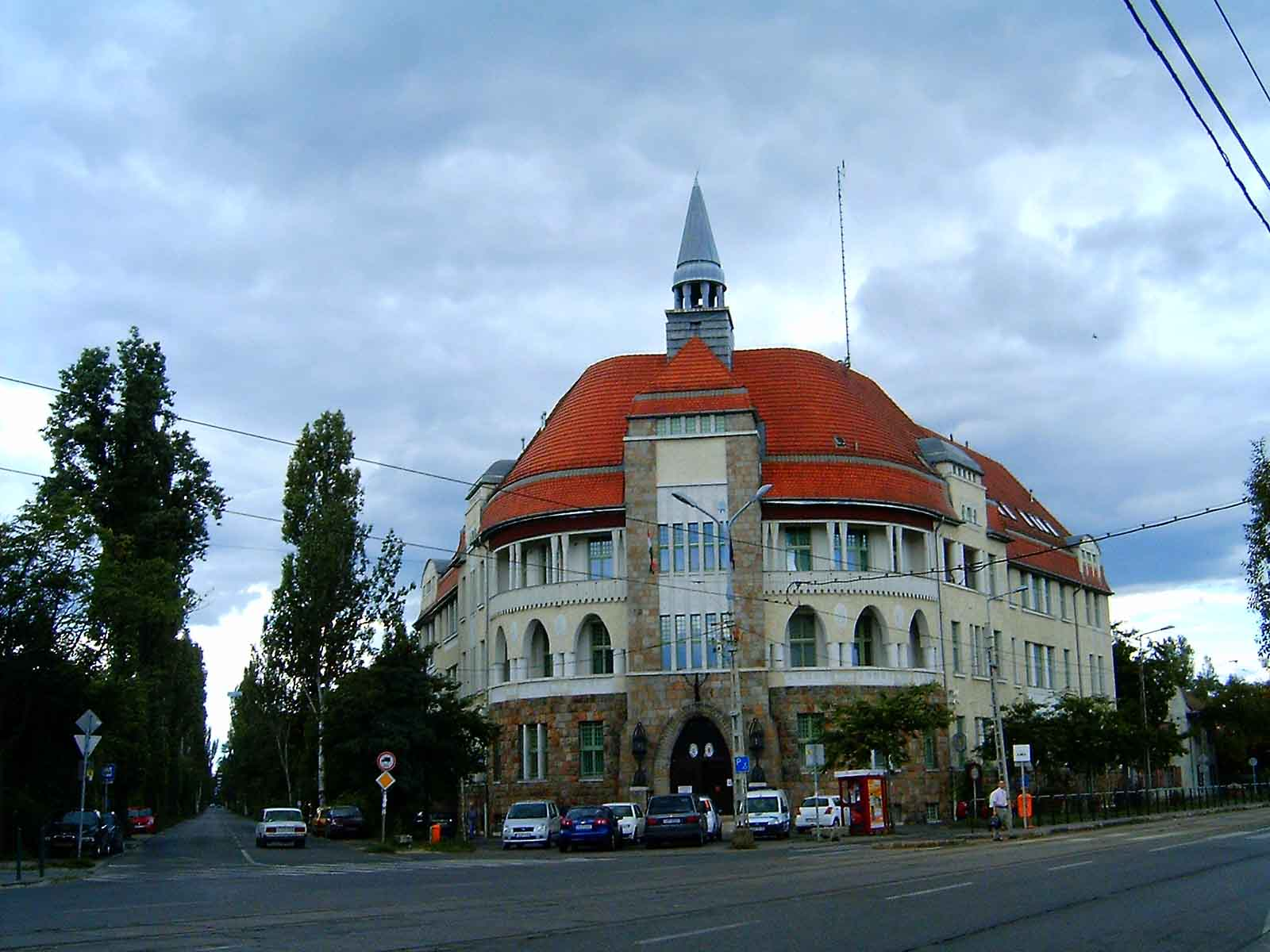
A kispesti Rendőrpalota
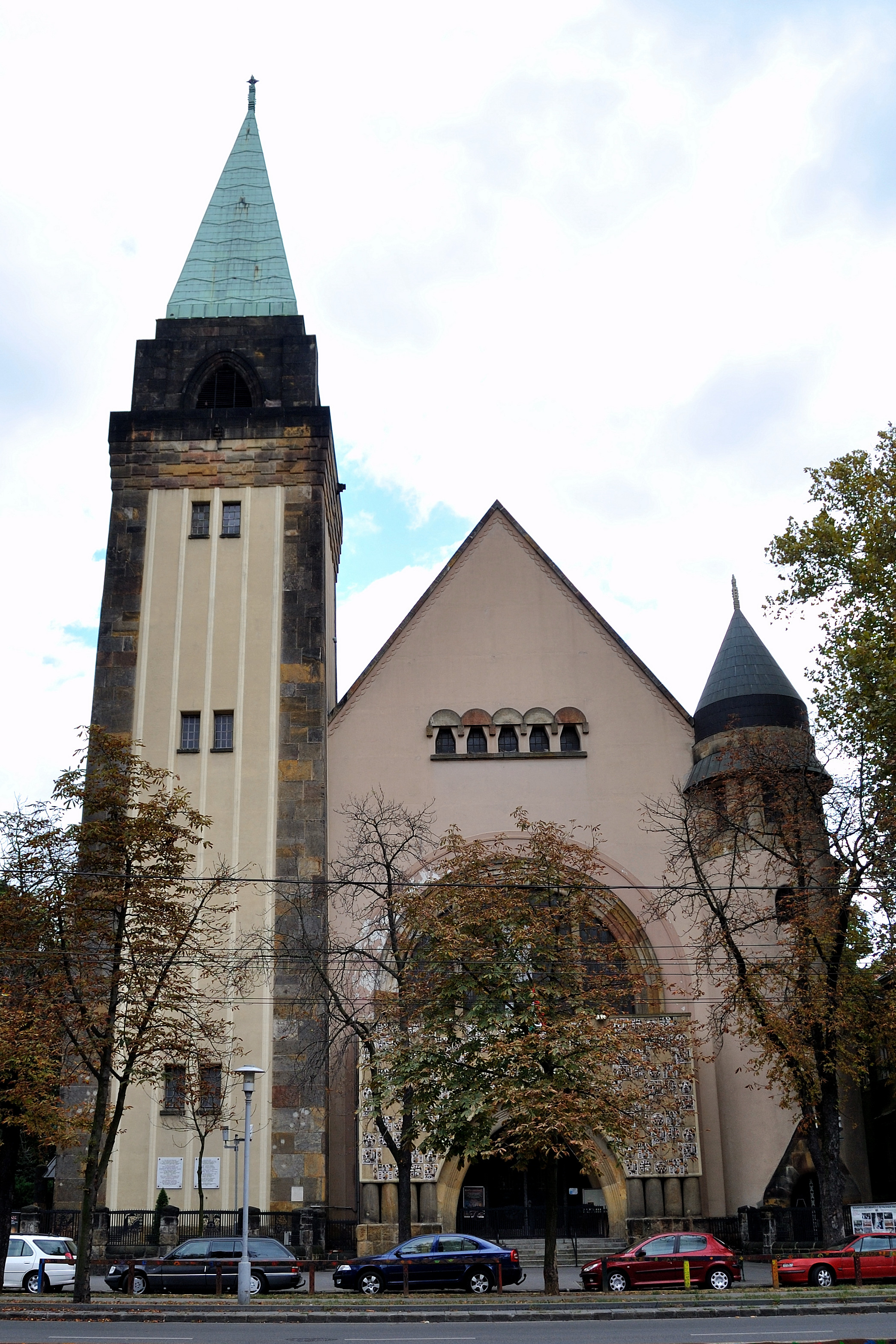
A budapesti Fasori református templom
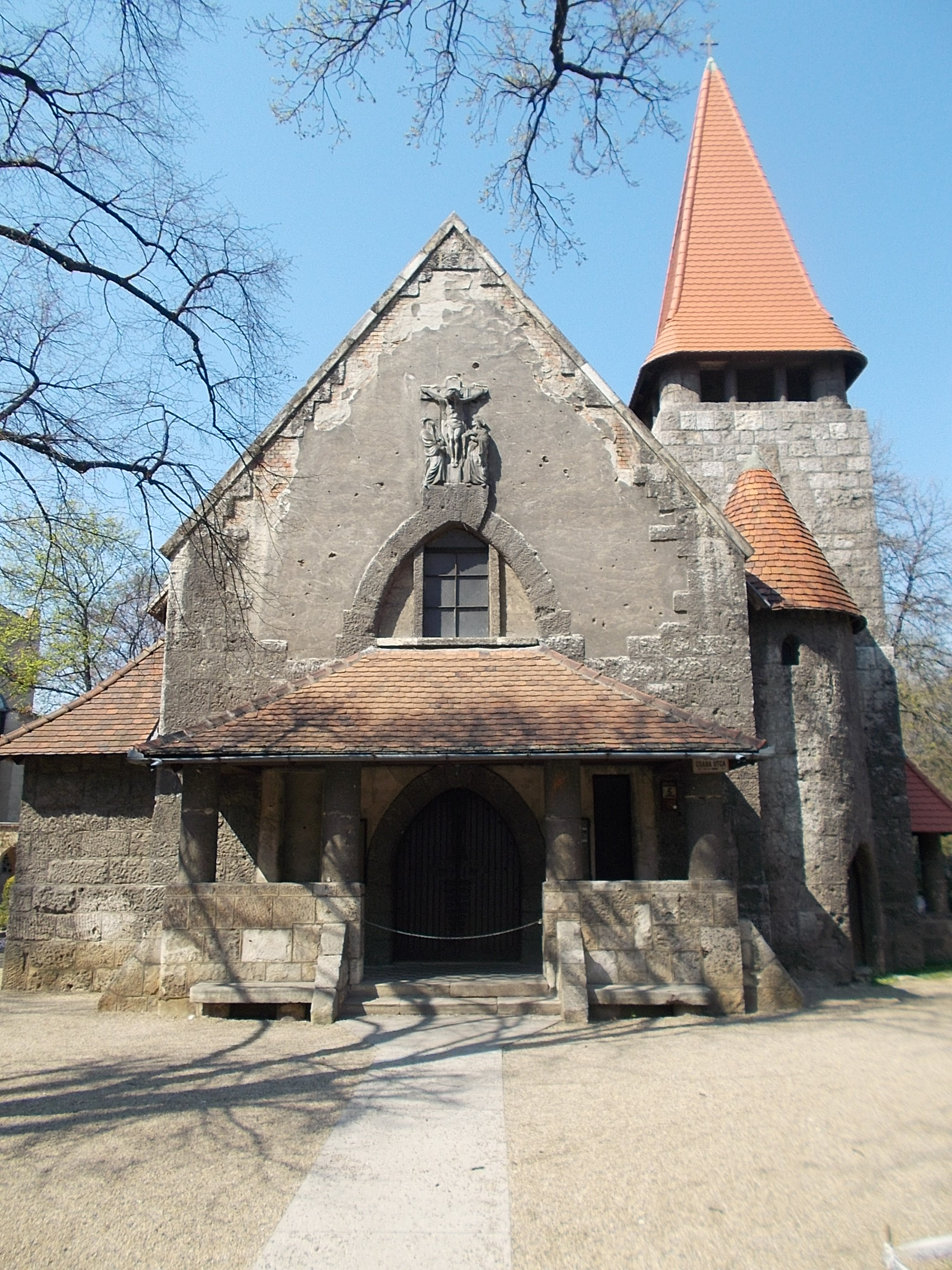
Városmajori Jézus Szíve-kistemplom
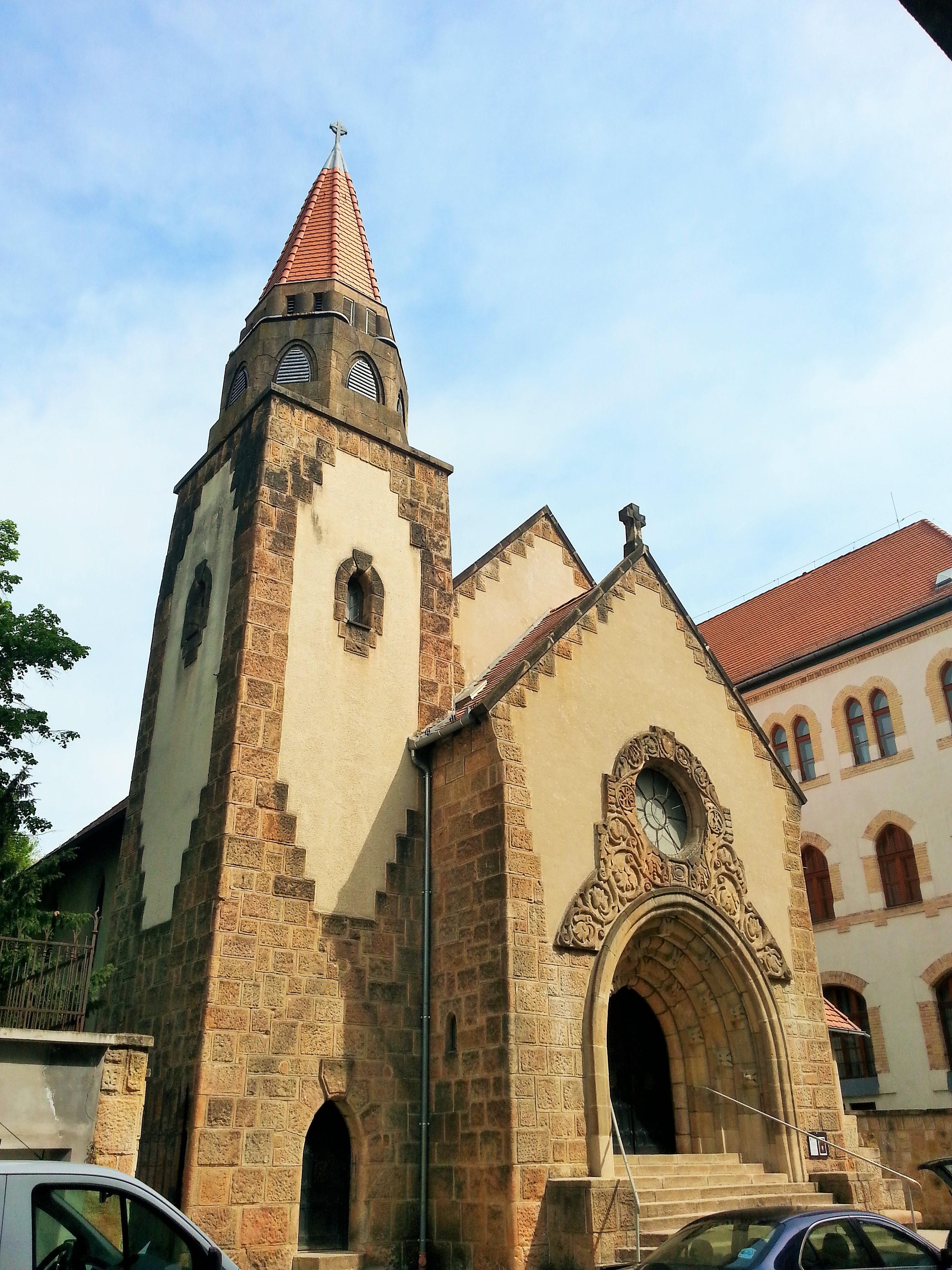
Rózsadombi Krisztus Király templom
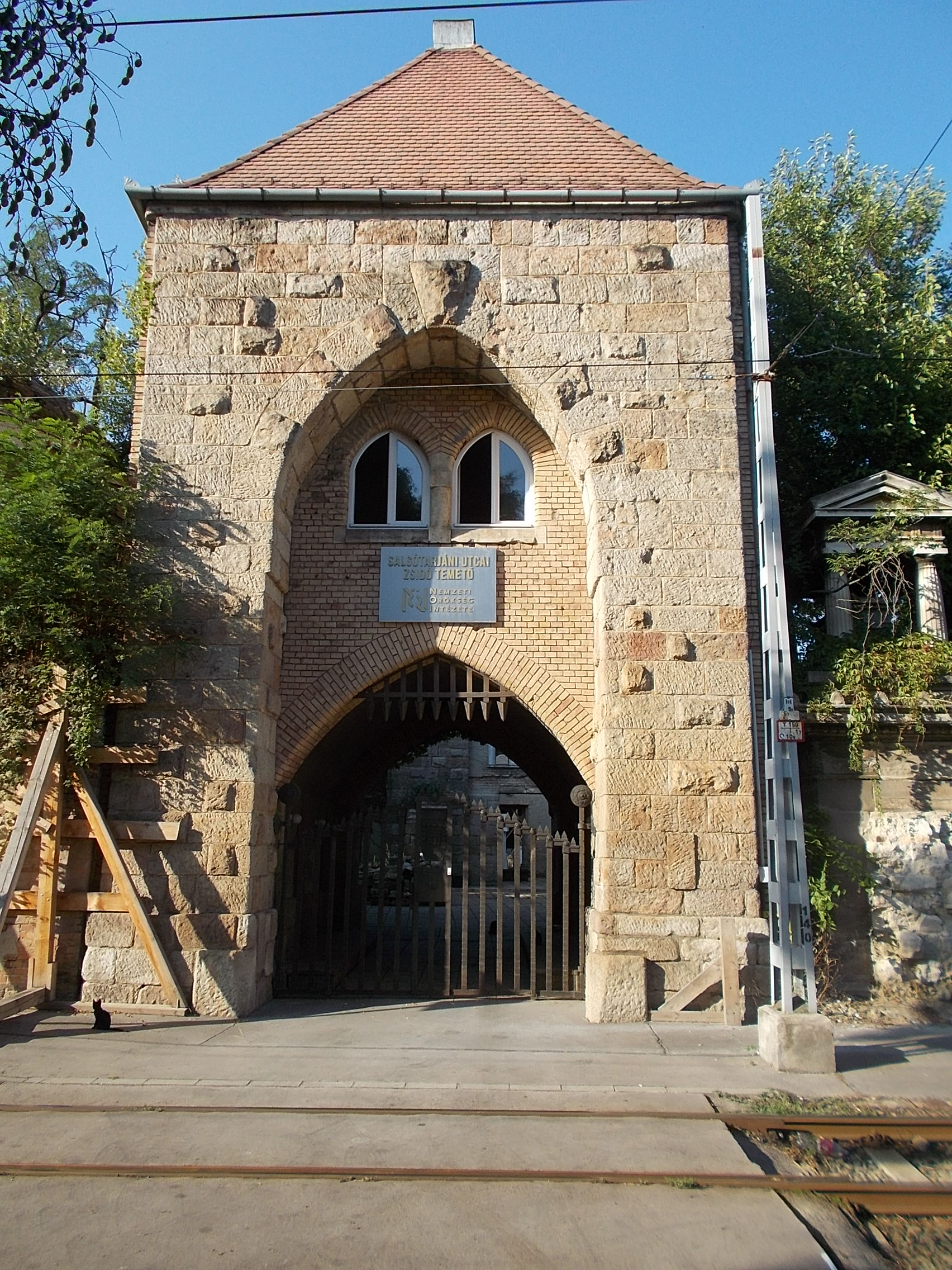
A budapesti Salgótarjáni Utcai Zsidó Temető bejárati épülete
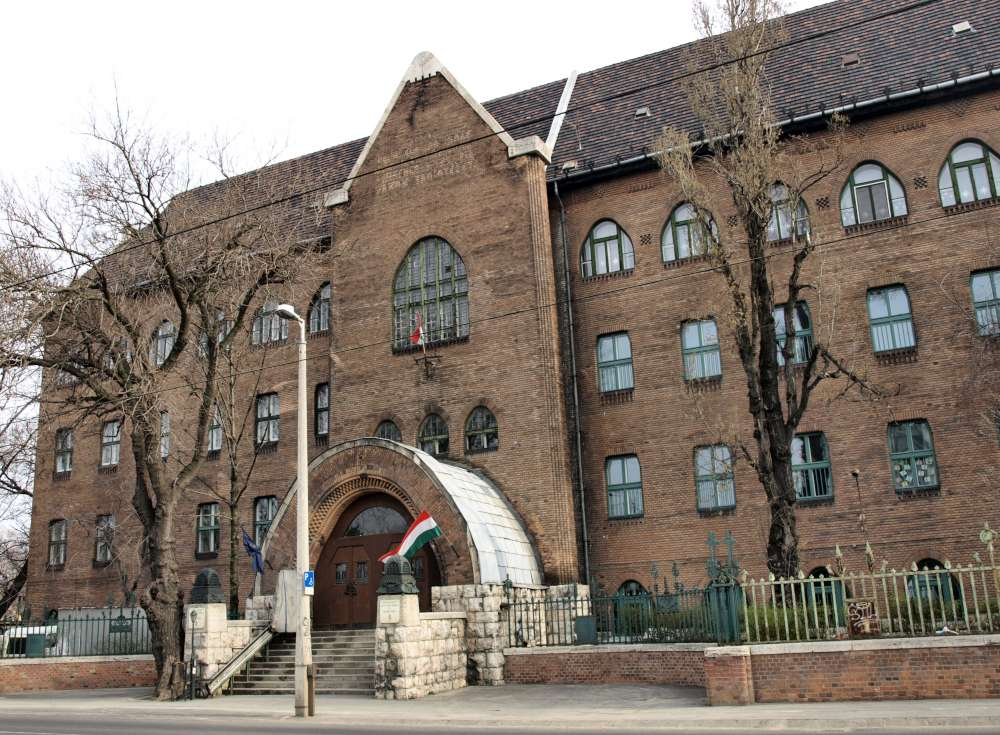
A budapesti Zsidó Vakok Intézete
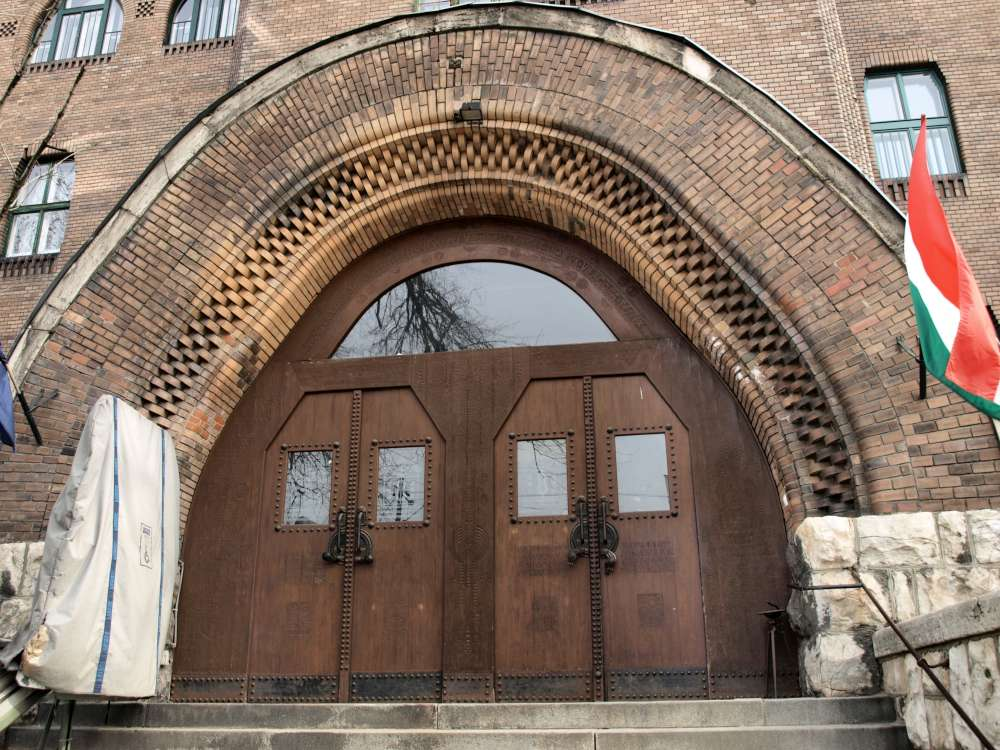
A budapesti Zsidó Vakok Intézetének kapuja
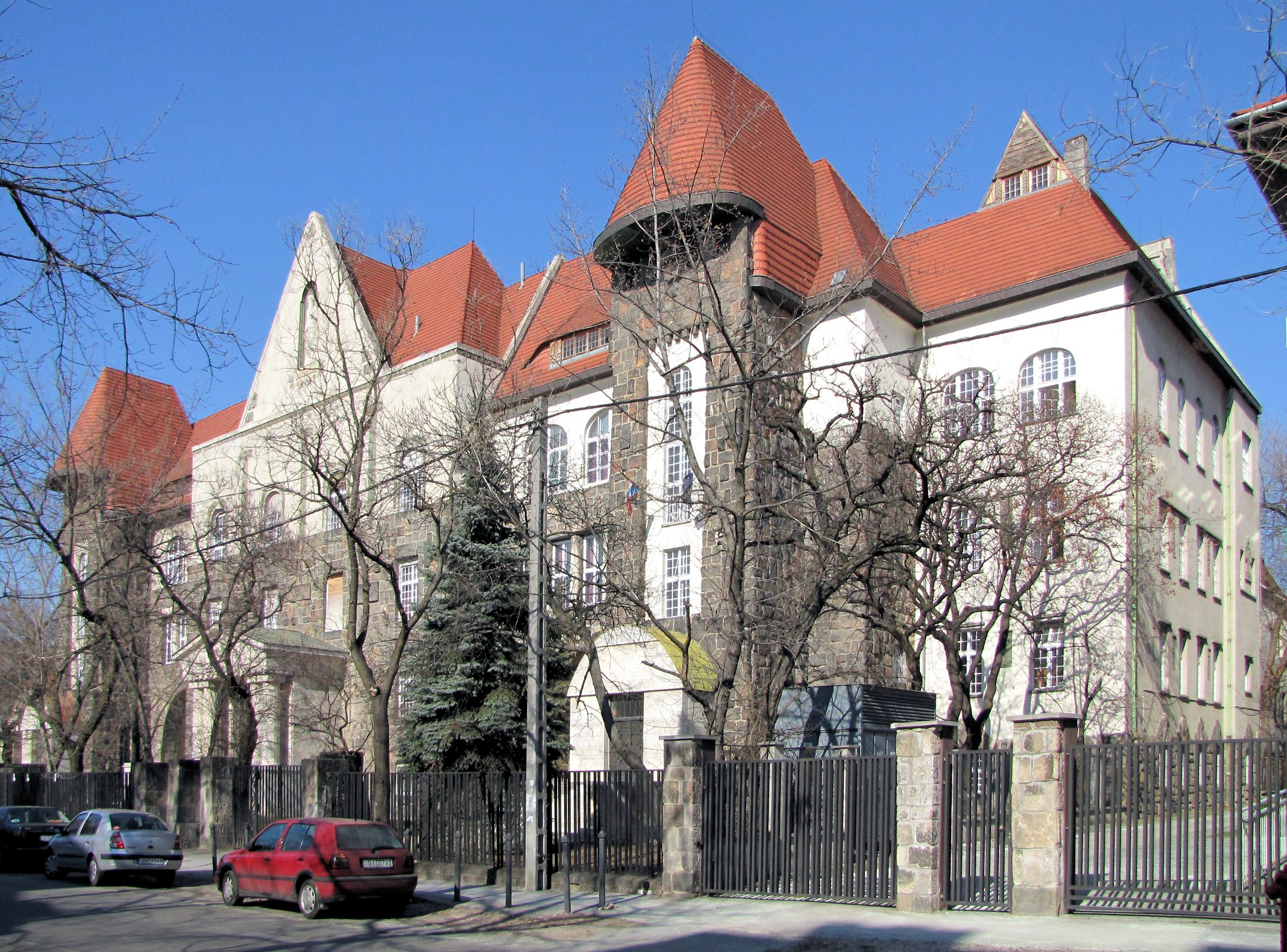
A budapesti Chevra Kadisa gyógyíthatatlan betegek otthona
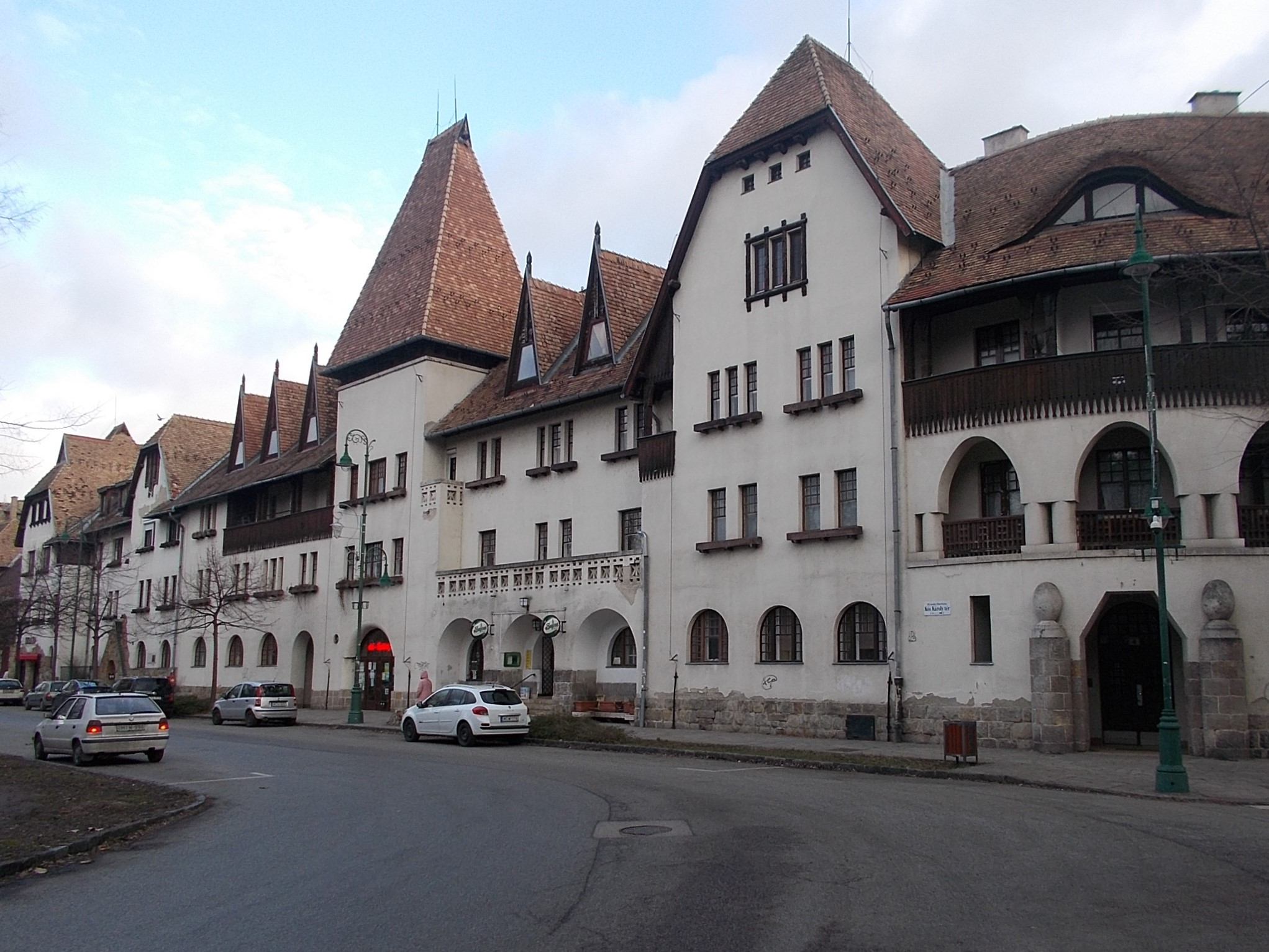
A budapesti Wekerletelep néhány épülete
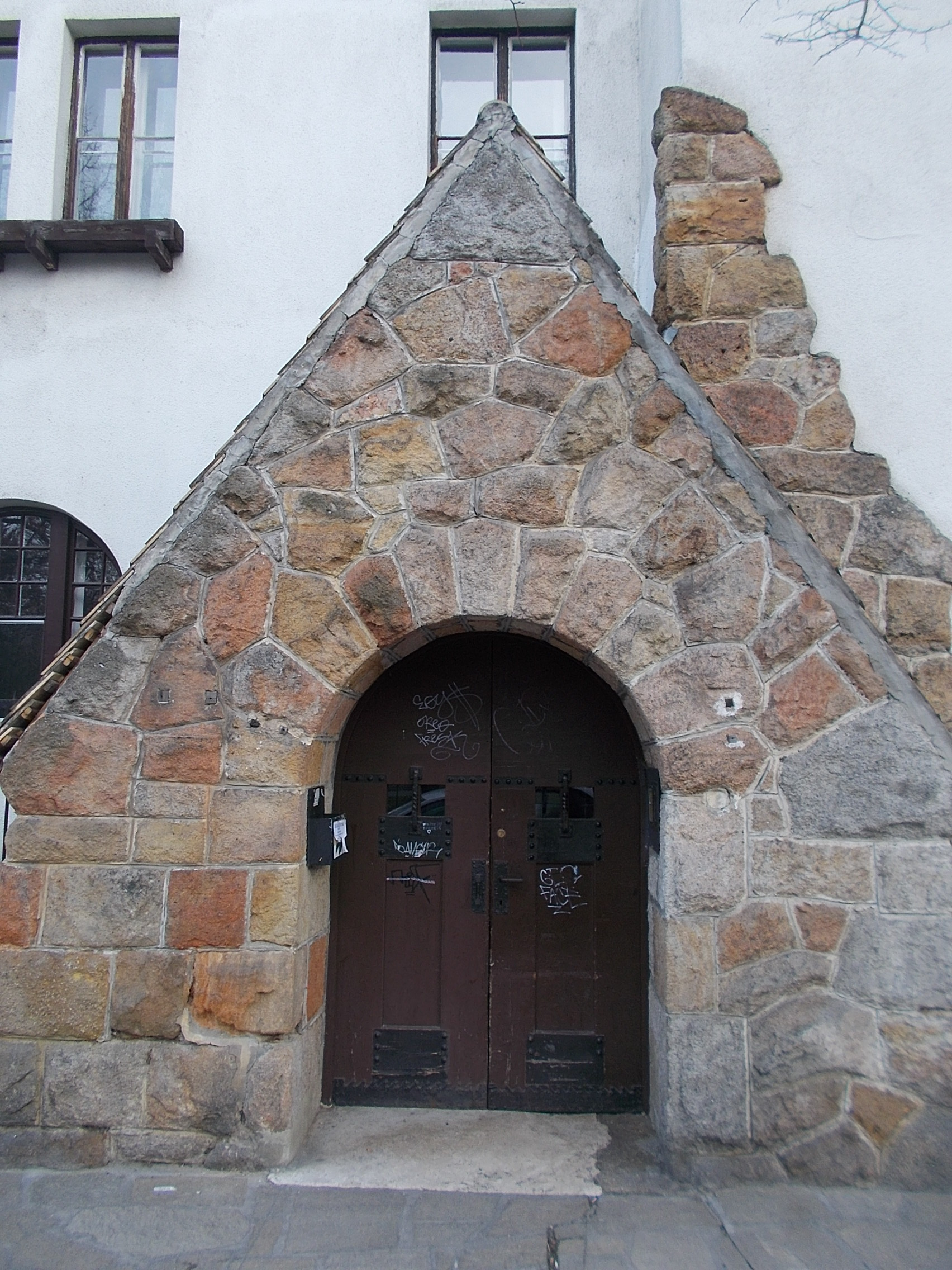
A budapesti Wekerletelep egyik épületének bejárati kapuja
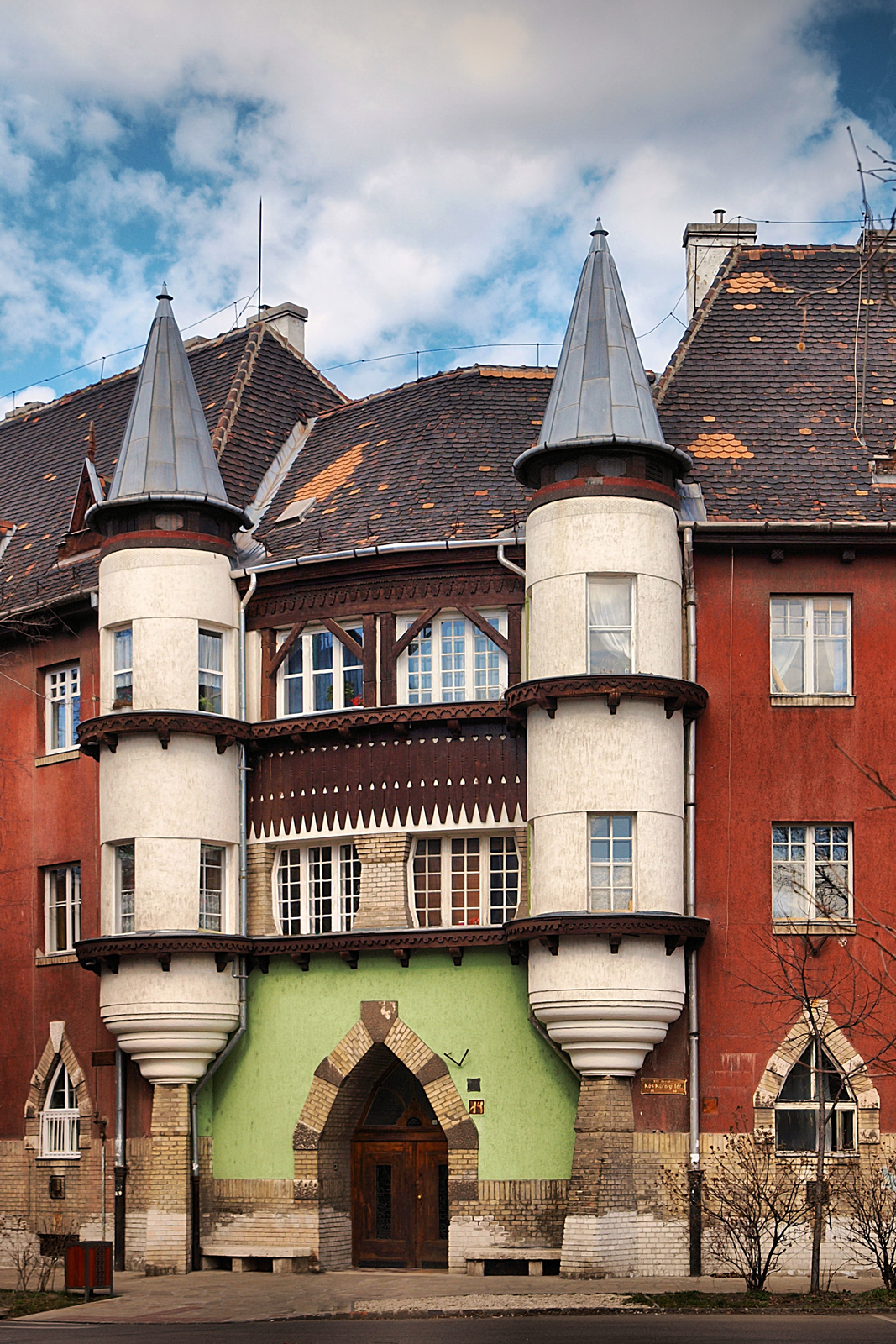
A budapesti Wekerletelep egyik épülete
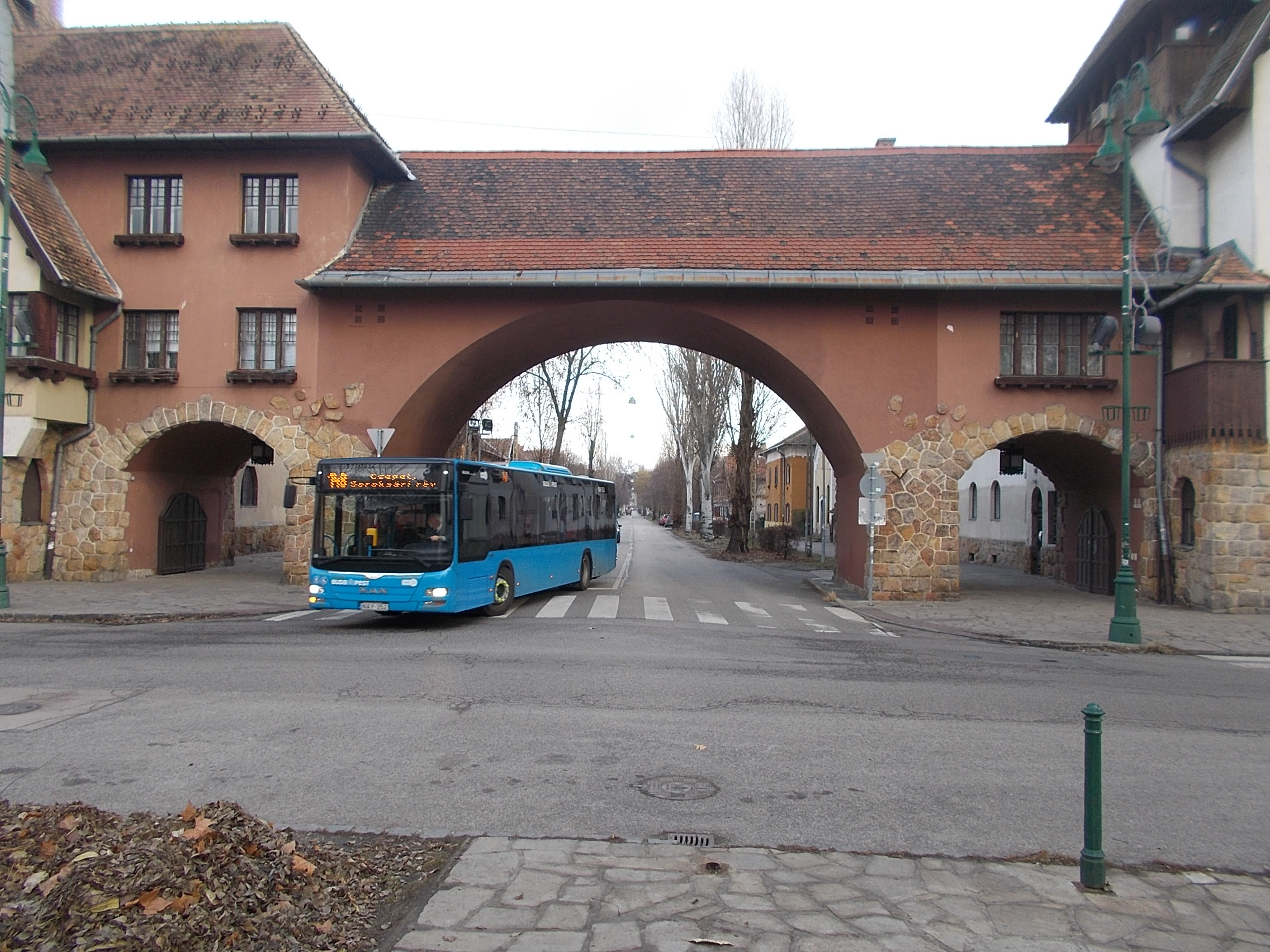
A budapesti Wekerletelep Kós Károly terének kapuja
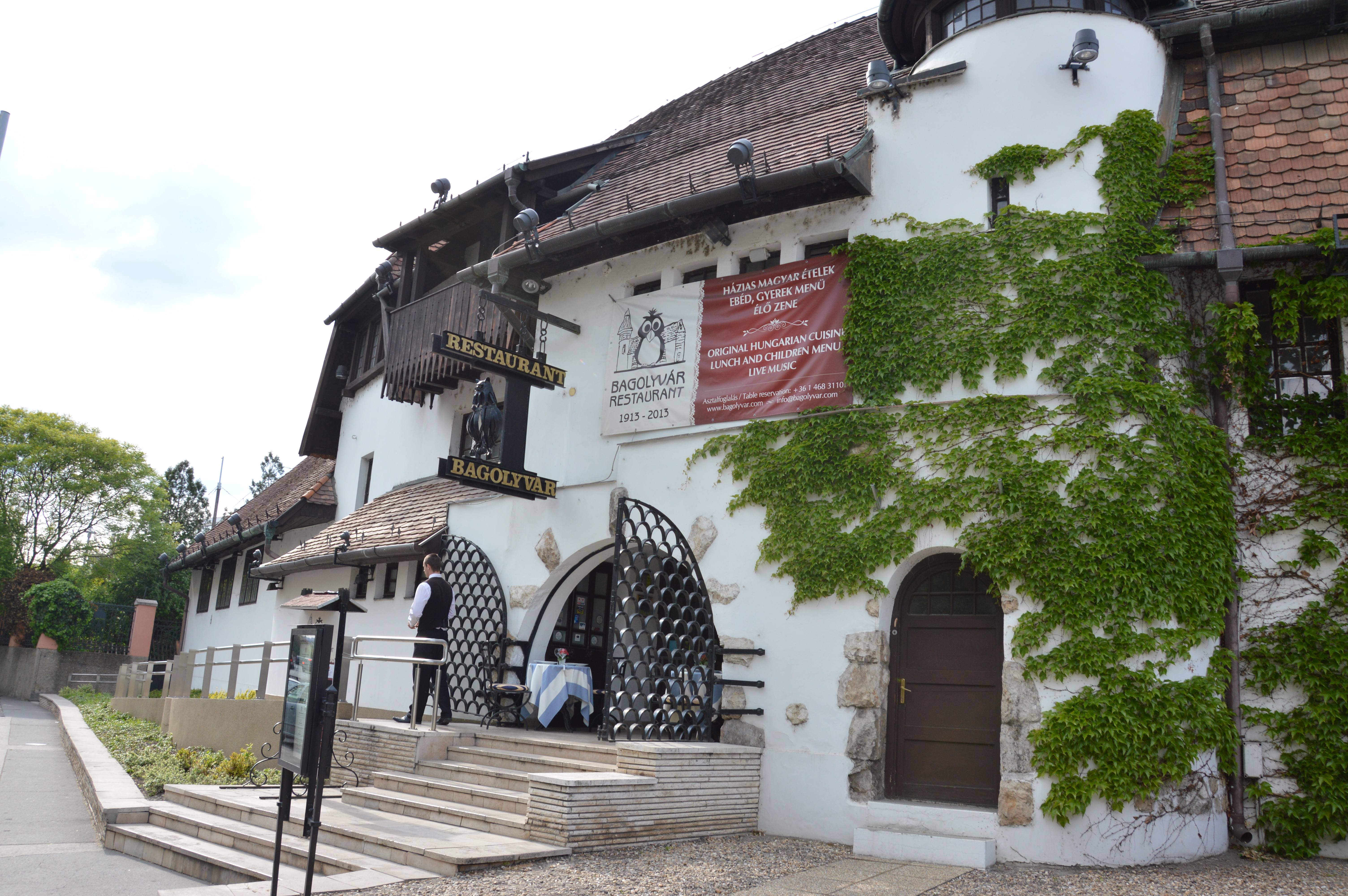
A budapesti Bagolyvár-étterem
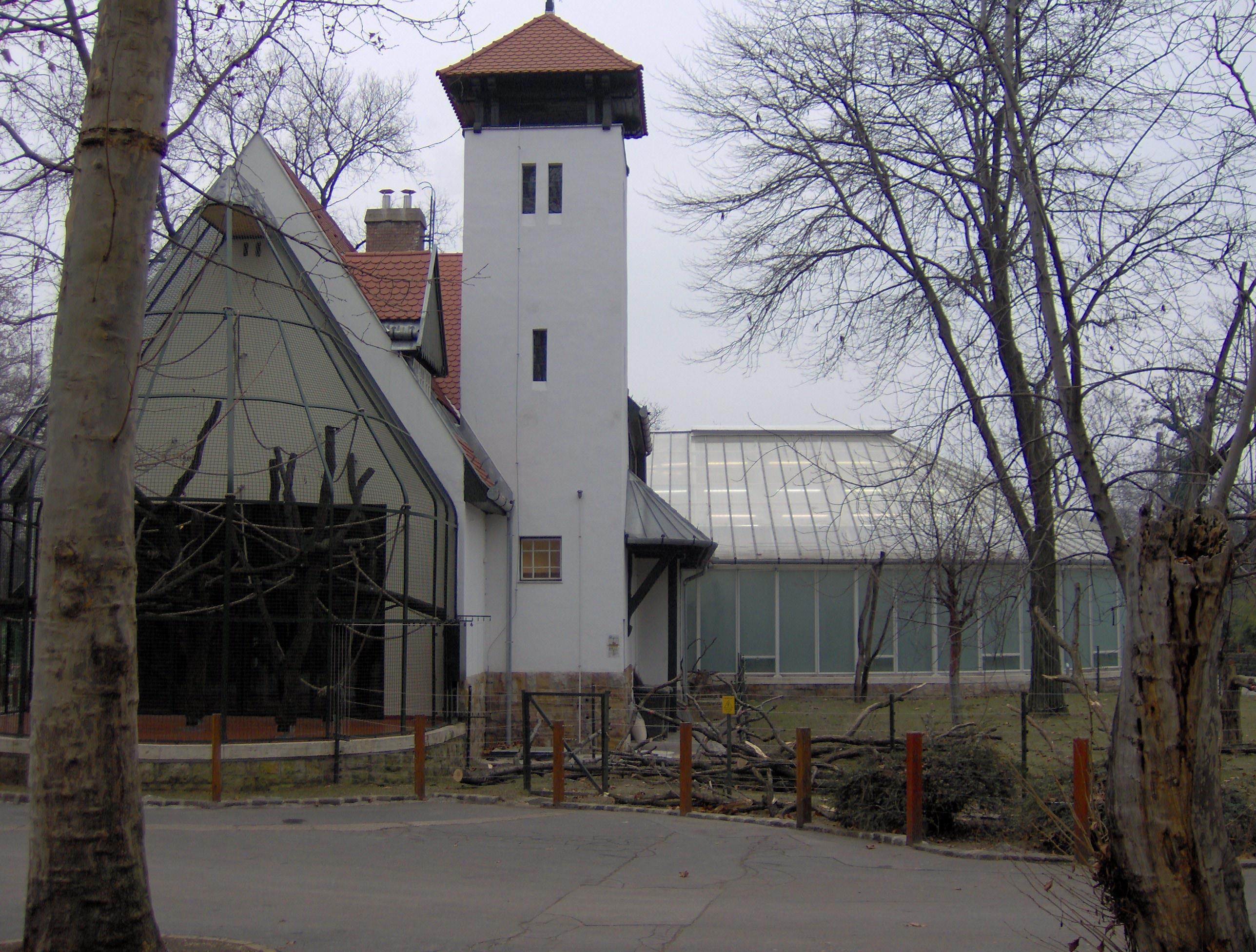
A budapesti Állatkert Majomháza
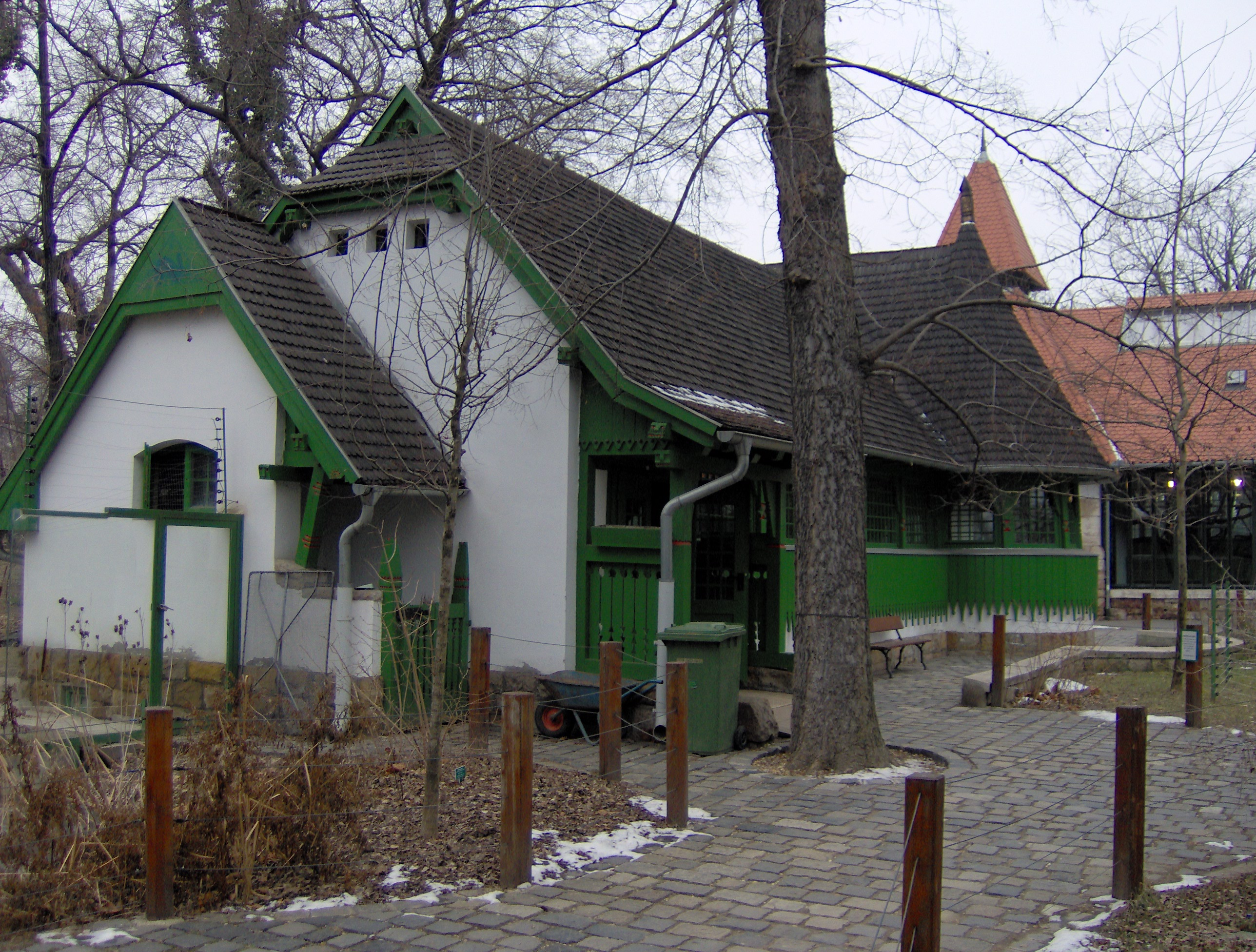
A budapesti Állatkert Rágcsálóháza
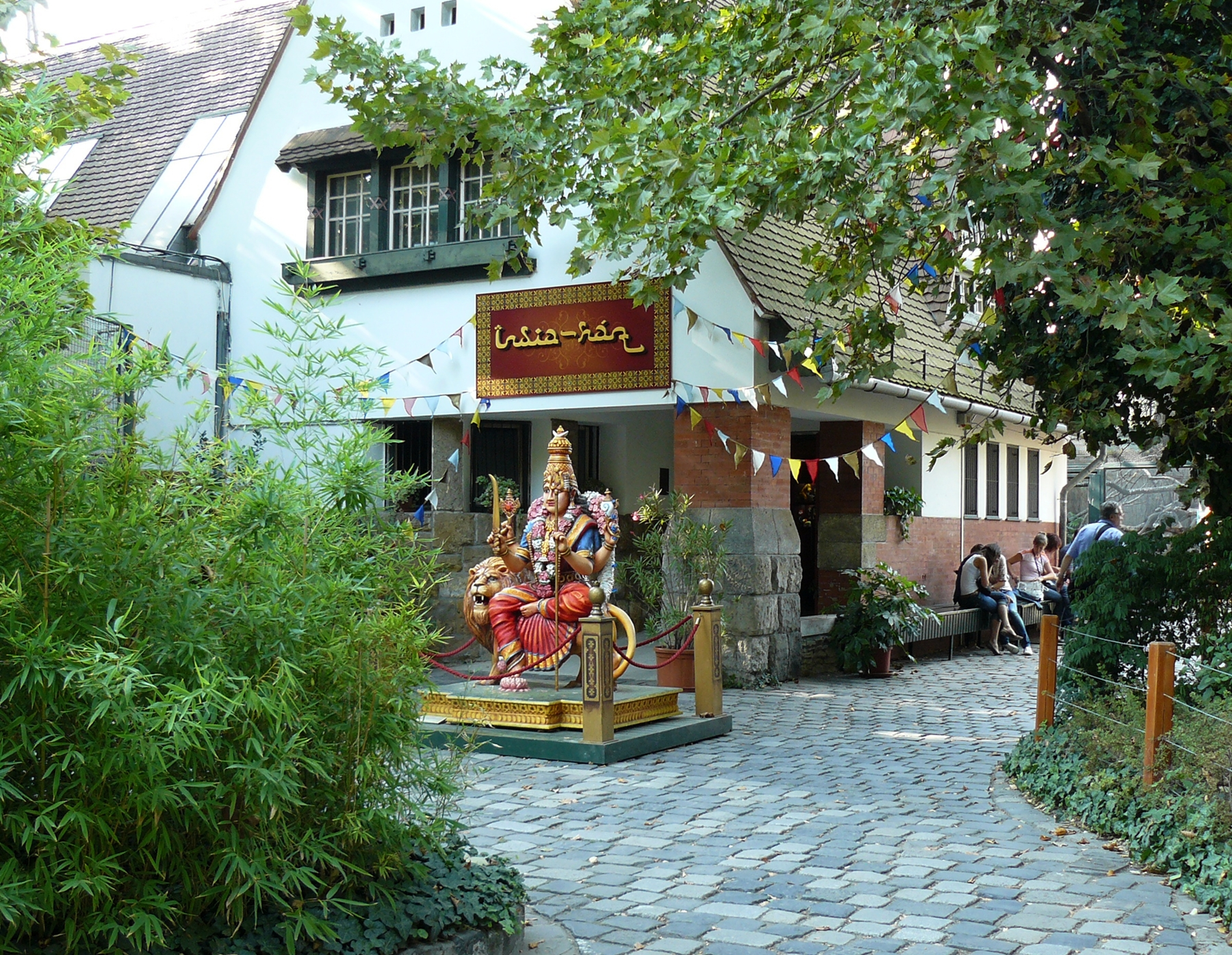
A budapesti Állatkert Indiaháza
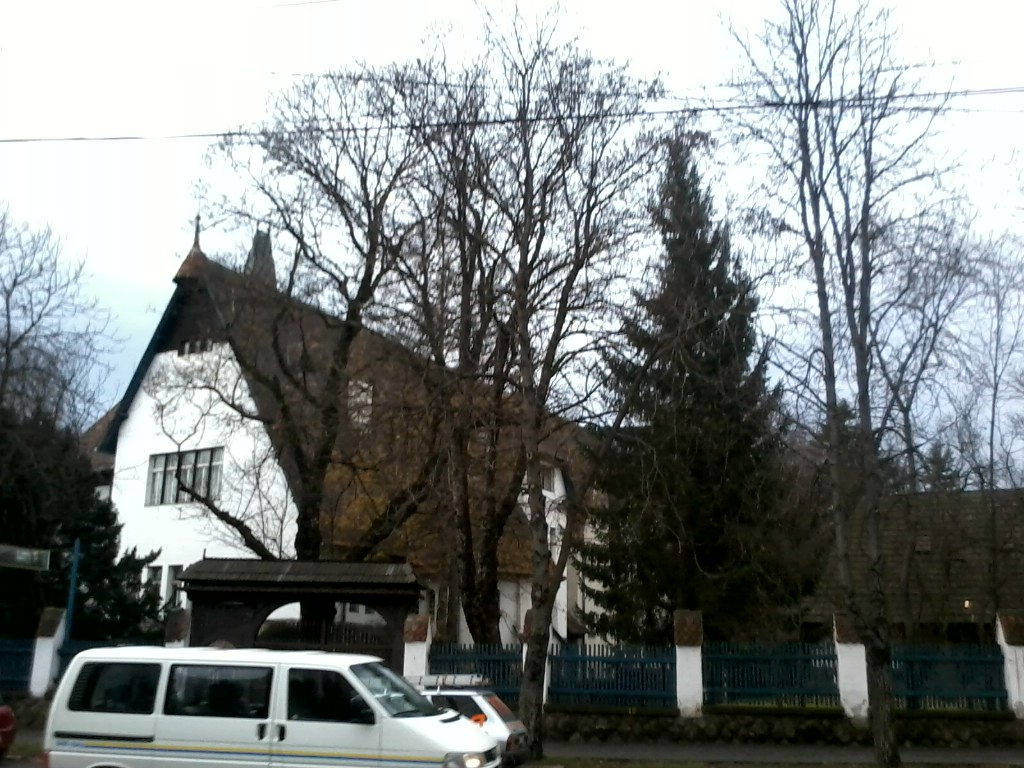
A sepsiszentgyörgyi Székely Nemzeti Múzeum
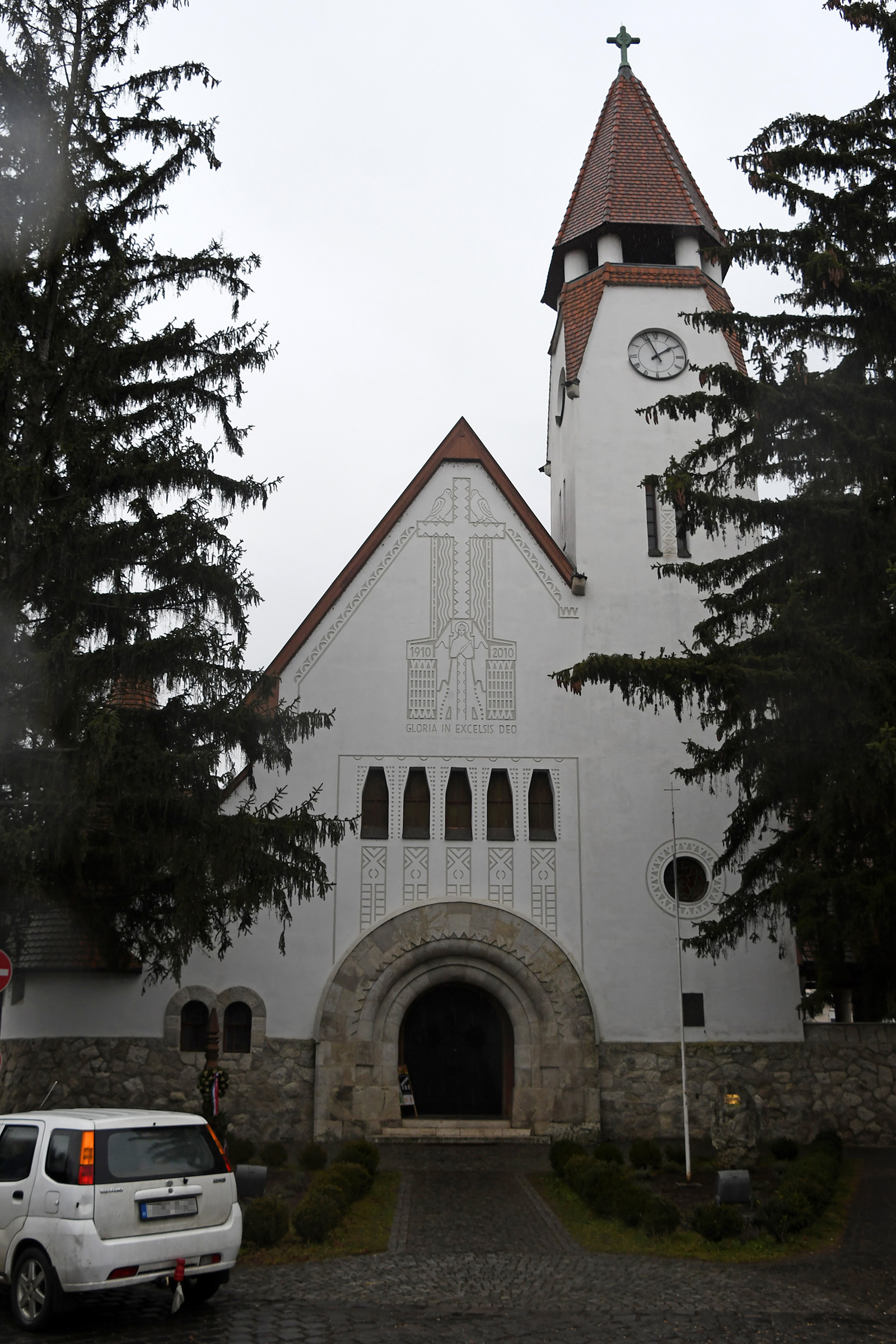
A zebegényi római katolikus templom
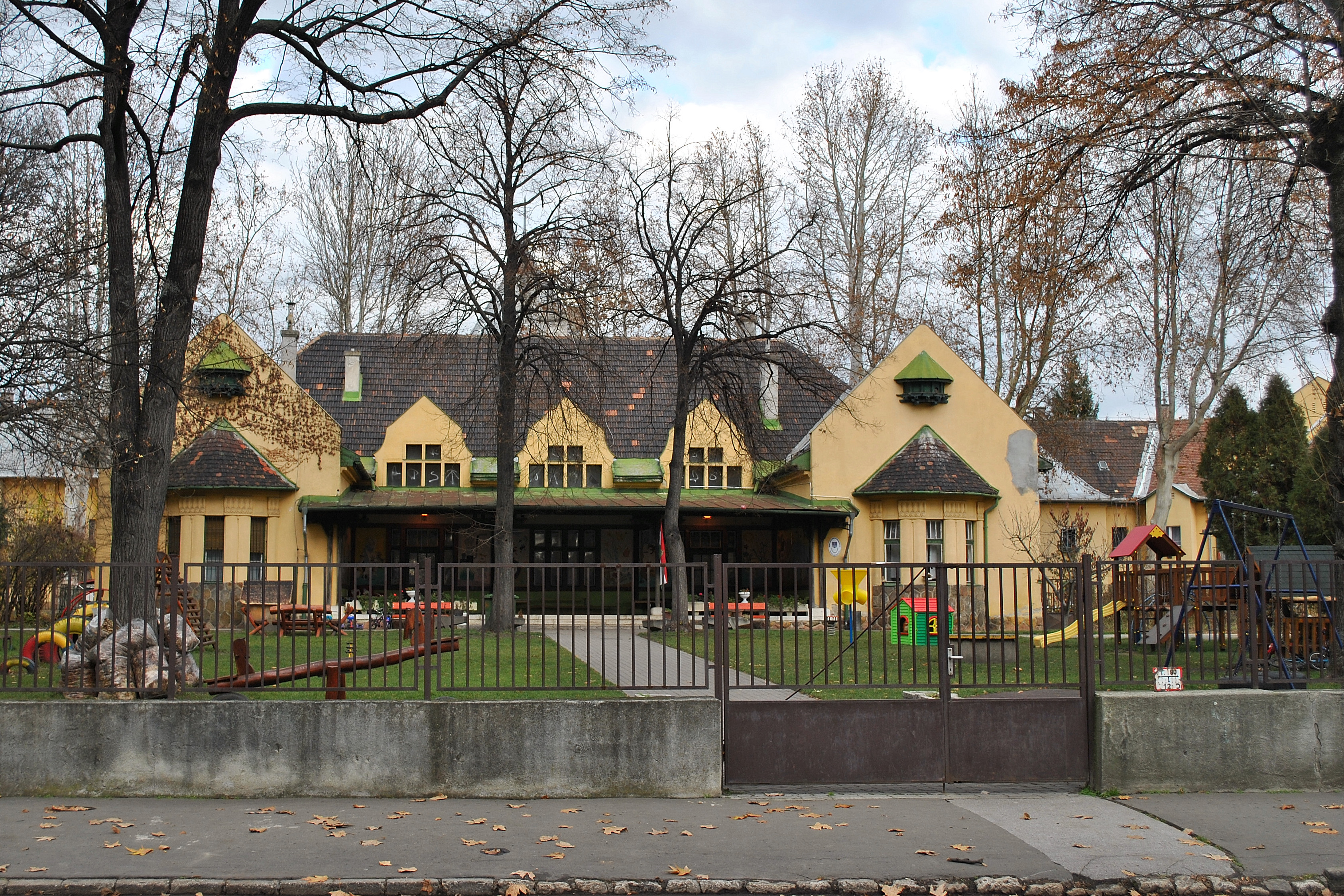
Az Óbudai gázgyár tisztviselőtelepének óvodája
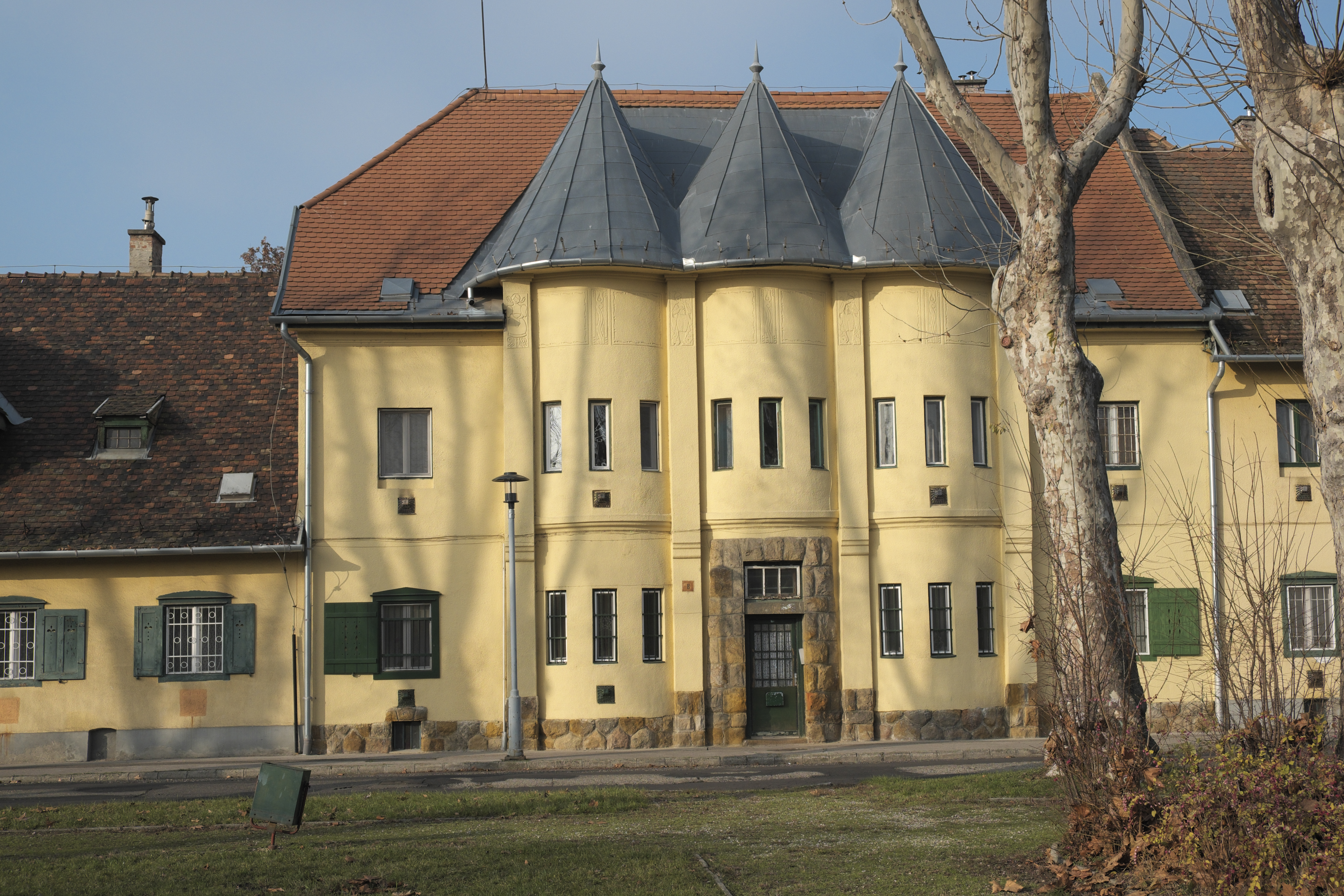
Az Óbudai gázgyár tisztviselőtelepének egyik lakóépülete
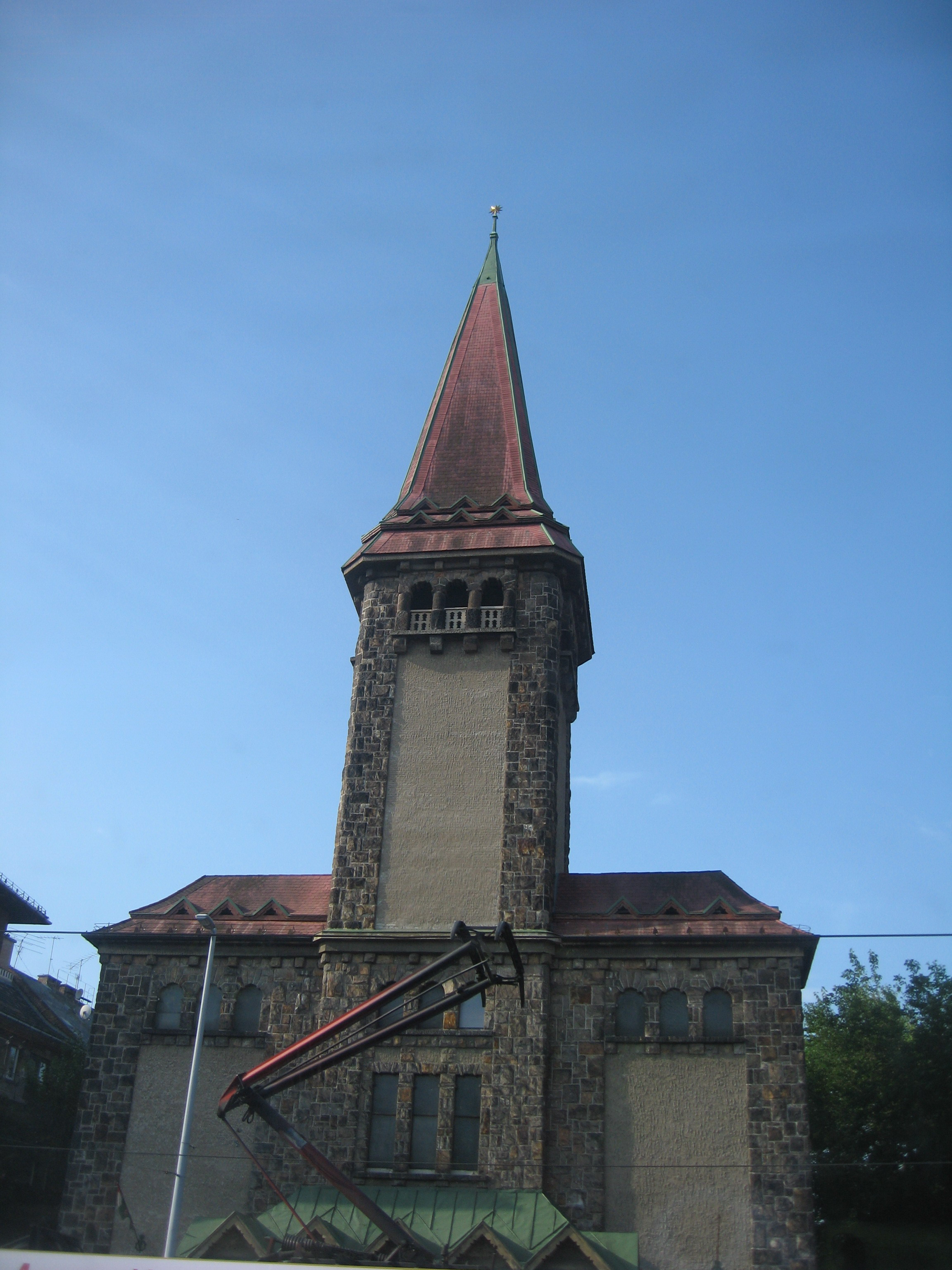
Kelenföldi református templom
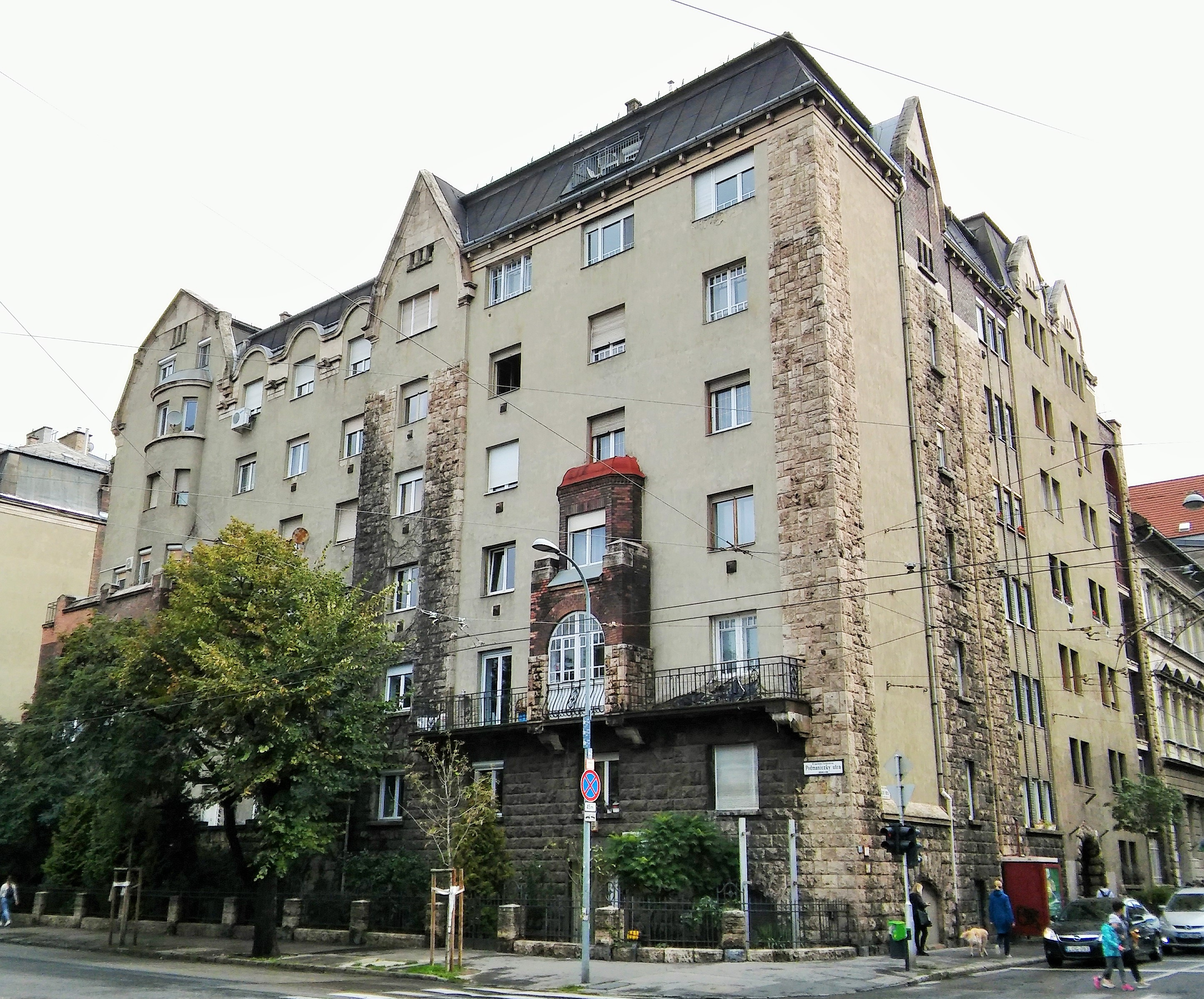
Budapest Podmaniczky utcai úgynevezett „Hatház” egyike

## Egyéb irodalom
- Bolla Zoltán: Újlipótváros építészete 1861–1945. Budapest: Ariton Kft. 2019.  ISBN 9786150058528 , 40. o.
- Bolla Zoltán: A magyar, aki legmenőbb New York-i varietét tervezte. Bábolnay népi építészettel kezdte, Hollywood felkapott lakberendezője lett (index.hu, 2016. nov. 25.)